# Neurothaumasia ankerella
Neurothaumasia ankerella is een vlinder uit de familie echte motten (Tineidae). De wetenschappelijke naam is voor het eerst geldig gepubliceerd in 1867 door Mann.
De soort komt voor in Europa.